# Trans7
Trans7是印度尼西亚的一家私人电视台，由2001年11月23日成立的TV7于2006年12月15日改版而成。从2006年起由印尼Trans Corp电视网所有，之前由该电视网和Bakrie and Brothers联合控股。